# Negroc
Negroc, Negroci (serb. Негровце, Negrovce) – wieś w Kosowie, w regionie Prisztina, w gminie Gllogoc. 
1 stycznia 1951 roku w miejscowości urodził się Jakup Krasniqi, polityk kosowski.

## Nazwa
Według danych z kosowskiego spisu ludności z 2011 roku w odniesieniu do tej miejscowości używane są nazwa albańska Negroc (Negroci w formie określonej) oraz serbska Negrovce. 26 września 1998 roku w starciach z siłami serbskimi, prowadzonych na znajdującej się w pobliżu góry Kosmaç, zginął Fatos Krasniqi, który wcześniej brał aktywny udział w demonstracjach przeciwko zniesieniu autonomii Kosowa, a w marcu 1998 roku wstąpił w szeregi Armii Wyzwolenia Kosowa. W oficjalnych dokumentach nazwa Fatos (Fatosi w formie określonej) w odniesieniu do miejscowości została użyta w 1999 roku. Zgodnie z informacją zawartą w opisie biograficznym Jakupa Krasniqi nazwa Fatos jest równolegle stosowana. W języku albańskim spotykane są także formy Bujub Mahala, Grejkovc, Negrovc i Negrovci.

## Demografia
W latach 1948–2011 liczba ludności systematycznie wzrastała od 496 (15 marca 1948) do 1540 (1 kwietnia 2011).
Według spisu ludności z 1 kwietnia 2011 roku miejscowość była zamieszkana przez 1538 Albańczyków, 1 Boszniaka oraz jedną osobę, która nie zadeklarowała swojego pochodzenia.